# Coordinadora de Centrales Sindicales Andinas
La Coordinadora de Centrales Sindicales Andinas fue creada el 27 de noviembre de 2006 en Lima (Perú) con apoyo de la CIOSL-ORIT. Es una instancia de coordinación y articulación de las centrales sindicales de Perú, Venezuela, Colombia y Ecuador.
Participan por:
- Perú: Confederación General de Trabajadores del Perú (CGTP), Central Unitaria de Trabajadores del Perú (CUT) y la Confederación de Trabajadores del Perú (CTP);
- Venezuela: Confederación de Trabajadores de Venezuela (CTV);
- Colombia: Central Unitaria de Trabajadores de Colombia (CUT) y la Confederación de Trabajadores de Colombia (CTC)
- Ecuador  Confederación Ecuatoriana de Organizaciones Sindicales Libres (CEOSL), Confederación de Trabajadores de Ecuador (CTE) y la Confederación Ecuatoriana de Organizaciones Clasistas Unitarias de Trabajadores (CEDOCUT)

Véase también Coordinadora de Centrales Sindicales del Cono Sur
- Datos: Q5786359